# Сидорово (Старицький район)
Сидорово (рос. Сидорово) — присілок в Старицькому районі Тверської області Російської Федерації.
Населення становить 91 особу. Входить до складу муніципального утворення Степуринське сільське поселення.

## Історія
Від 2005 року входить до складу муніципального утворення Степуринське сільське поселення. Раніше населений пункт належав до Сидоровського сільського округу.

## Населення
| 1859 | 1886 | 1919 | 1997 | 2002 | 2008 | 2010 |
| ---- | ---- | ---- | ---- | ---- | ---- | ---- |
| 409  | ↗470 | ↗600 | ↘140 | ↘113 | ↘112 | ↘91  |